# 절차적 텍스처

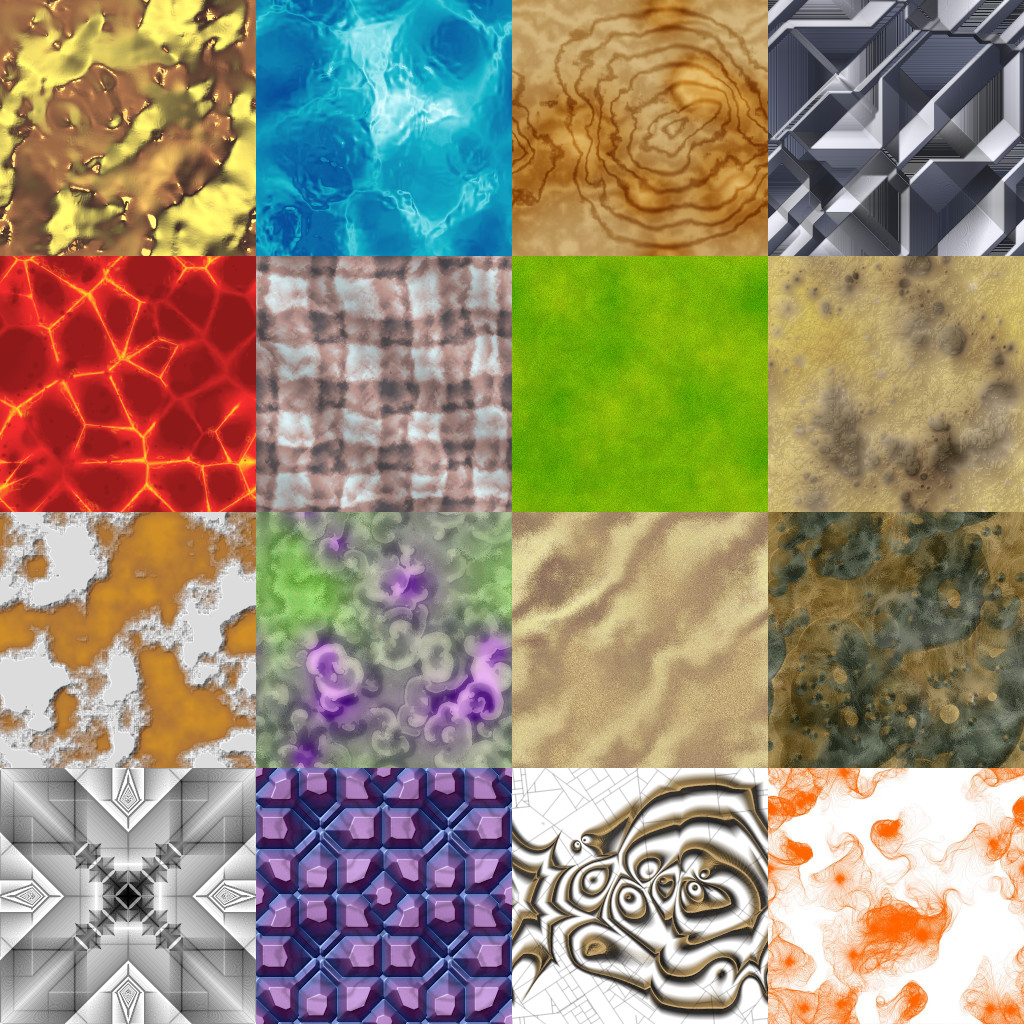
절차적으로 생성된 타일 텍스처

컴퓨터 그래픽스에서 절차적 텍스처(영어: Procedural texture)는 직접 저장된 데이터 대신 수학적 설명(즉, 알고리즘)을 사용하여 생성된 텍스처이다. 이 방식의 장점은 낮은 저장 비용, 무제한 텍스처 해상도, 쉬운 텍스처 매핑이다. 이러한 종류의 텍스처는 종종 목재, 대리암, 화강암, 금속, 암석, 기타 자연 요소의 표면 또는 부피 표현을 모델링하는 데 사용된다.
일반적으로 렌더링 결과의 자연스러운 모습은 프랙털 노이즈와 난류 함수를 사용하여 달성된다. 이 함수들은 자연에서 발견되는 "무작위성"의 수치적 표현으로 사용된다.

## 솔리드 텍스처링
솔리드 텍스처링은 모델의 각 가시 표면 지점에서 {\displaystyle \mathbb {R} ^{3}}에 대해 텍스처 생성 함수가 평가되어 결과적인 재료 속성(색상, 광택 또는 법선 등)이 전통적인 2D 텍스처 매핑에서와 같이 매개변수화된 2D 표면 위치가 아닌 3D 위치에만 의존하는 프로세스이다. 결과적으로 솔리드 텍스처는 구의 극 부근에서 볼 수 있는 표면 매개변수 공간의 왜곡에 영향을 받지 않는다. 또한, 인접한 패치의 표면 매개변수화 간의 연속성도 문제가 되지 않는다. 솔리드 텍스처는 표면 좌표계의 왜곡에 관계없이 일관성을 유지하고 일정한 크기의 특징을 갖는다. 처음에는 이러한 함수들이 심플렉스 노이즈 또는 펄린 노이즈와 같은 절차적 노이즈 함수의 간단한 조합을 기반으로 했다. 현재는 구조화된 정규 텍스처(벽돌 벽과 같은), 구조화된 불규칙 텍스처(돌담과 같은), 순전히 확률적 텍스처에 이르는 방대한 기술들이 사용 가능하다.

## 셀룰러 텍스처링

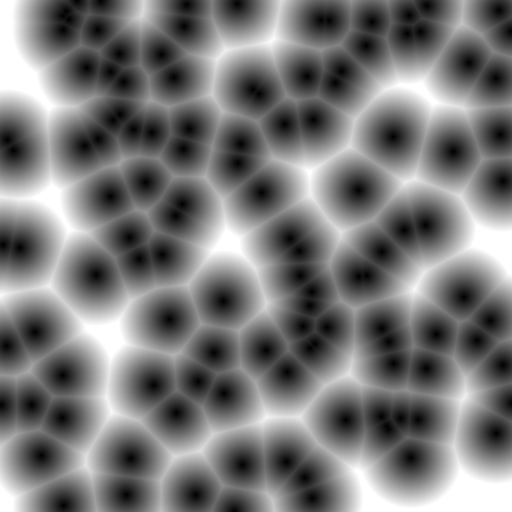
셀룰러 텍스처

셀룰러 텍스처링은 다른 대부분의 절차적 텍스처 생성 기술과 달리 노이즈 함수에 기반을 두지 않는다는 점에서 차이가 있지만, 종종 기술을 보완하는 데 사용된다. 셀룰러 텍스처는 3차원 공간에 흩어져 있는 특징점들을 기반으로 한다. 이 점들은 공간을 작은 무작위 타일 영역인 셀로 나누는 데 사용된다. 이 셀들은 종종 "도마뱀 비늘", "조약돌", 또는 "판석"처럼 보인다. 이 영역들은 불연속적이지만, 셀룰러 기본 함수 자체는 연속적이며 공간의 어느 곳에서든 평가될 수 있다. 월리 노이즈는 흔한 셀룰러 텍스처 유형이다.

## 유전 텍스처
유전 텍스처 생성은 텍스처를 생성하기 위한 실험적인 접근 방식이다. 이는 인간 중재자가 안내하는 자동화된 프로세스이다. 제어 흐름은 일반적으로 컴퓨터가 텍스처 후보 세트를 생성하는 것으로 시작한다. 이 중에서 사용자가 선택을 한다. 그러면 컴퓨터는 사용자가 선택한 텍스처의 요소를 변형하고 교차하여 또 다른 텍스처 세트를 생성한다. 이 변형 및 교차 생성 방법이 정확히 어떻게 이루어지는지에 대한 자세한 정보는 유전 알고리즘을 참조하라. 이 프로세스는 사용자에게 적합한 텍스처가 생성될 때까지 계속된다.
결과를 제어하기 어렵기 때문에 이 방법은 일반적으로 실험적이거나 추상적인 텍스처에만 사용된다.

## 자기조직화 텍스처
단순한 백색 잡음에서 시작하여 자기조직화 과정은 무작위성을 일부 유지하면서 구조화된 패턴으로 이어질 수 있다. 반응-확산 시스템은 이러한 텍스처를 생성하는 한 가지 방법이다. 유체 내에서 복잡한 화학 반응을 시뮬레이션하여 사실적인 텍스처를 생성할 수 있다. 이러한 시스템은 자연에서 발견되는 실제 과정(형태형성)과 유사한 행동을 보일 수 있다(예: 동물 무늬(조개, 물고기, 야생 고양이 등)).

## 텍스처 생성 프로그램
- 서브스탠스 디자이너
- 필터 포지
- TexRD (반응-확산 기반: 자기조직화 텍스처)
- Material Maker (고도 엔진 기반)

특정 프로그램 외에도 블렌더, 코렐드로와 같은 다른 프로그램에도 텍스처를 생성하는 데 사용할 수 있는 절차적 텍스처 하위 시스템이 포함되어 있다.

## 같이 보기
- 펄린 노이즈
- 픽셀 셰이더
- 절차적 생성
- 자기조직화
- 심플렉스 노이즈
- 텍스처 아티스트
- 텍스처 합성